# 岩倉久米雄
岩倉 久米雄（いわくら くめお、1865年（慶応元年） - 1923年（大正12年））は明治時代の日本の陸軍軍人。父は加賀藩士の岩倉頼信（与力、200石）。母は同藩士松川清之丞の娘寿々。

## 経歴
- 慶応元年（1865年） - 現在の石川県金沢市に出生。
- 明治11年（1878年） - 明治天皇北陸巡幸に際し優等生として50銭銀貨を下賜される。
- 明治12年（1879年） - 育英小学校卒業（13歳）、学齢満限に至らず卒業を石川県より褒章。
- 明治15年（1882年） - 石川県専門学校予科卒業（16歳）。
- 明治16年（1883年） - 上京して勉強中、松方財政のあおりで実家没落、苦学。大蔵省印刷局の職工となる。
- 明治17年（1884年） - 陸軍教導団工兵生徒申付、陸軍士官学校入学。
- 明治20年（1887年） - 陸軍士官学校（旧9期）卒業、任陸軍砲兵少尉。
- 明治21年（1888年） - 名古屋第3師団砲兵第3連隊小隊長。
- 明治23年（1890年） - 任陸軍砲兵中尉。
- 明治24年（1891年） - 川住家センと結婚[2]。
- 明治27年（1894年） - 日清戦争出征（第1軍、第3師団）、任陸軍砲兵大尉。
- 明治28年（1895年） - 名古屋に凱旋後陸軍士官学校教官として東京に転勤。牛込区南榎町に住す。
- 明治29年（1896年） - 台湾総督府軍務局陸軍部課員として赴任。
- 明治30年（1897年） - 陸軍省軍務局課員。
- 明治33年（1900年） - 任陸軍砲兵少佐。
- 明治37年（1904年） - 日露戦争出征。
- 明治38年（1905年） - 任陸軍砲兵中佐。
- 明治40年（1907年） - 岡山野砲兵第23連隊長。
- 明治43年（1910年） - 任陸軍砲兵大佐、陸軍技術審査部審査官、軍馬臨時検査官となる。
- 明治44年（1911年） - 妻セン死去。
- 大正元年（1912年） - 函館要塞司令官、南家れんと再婚。
- 大正4年（1915年） - 予備役。
- 大正9年（1920年） - 妻れんの実家、富山県高岡に移住。
- 大正12年（1923年） - 死去[1]。

## 栄典
- 1890年（明治23年）10月15日 - 正八位[3]
- 1892年（明治25年）1月27日 - 従七位[4]
- 1895年（明治28年）11月15日 - 正七位[5]
- 1900年（明治33年）3月10日 - 従六位[6]
- 1915年（大正4年）12月10日 - 従四位[7]

## 人物

### 明治天皇北陸巡幸に際して
- 明治天皇北陸巡幸と50銭銀貨の下賜
- 明治天皇は右大臣岩倉具視、筆頭参議大隈重信ら文武百官を随え、明治11年9月28日北陸民情視察の為、越後から越中に御車を進められた。三十日富山泊り、二日午前加賀の国に向かわれた。
- 久米雄は明治11年満12歳で金沢の育英小学校に在学中であった。金沢県庁より次の文章と下賜品を請取った。
- 今般　主上御巡幸之節　優等生へ下賜之品有之県庁より御渡に相成候間明八日午後第三時御請取に御出頭可有之候也
- 十月七日　　育英小学校
- 岩倉久米雄殿　　金沢区仙石町士族頼信長男
- 下賜の品は明治4年鋳造50銭銀貨1個であった[8]。

### 陸軍士官学校時代
- 岩倉久米雄の在学中、陸軍士官学校の同期生全員の成績一覧表は直接生徒の親宛に郵送された。その中の明治18年後期の成績一覧表の中には久米雄の欄に63日病欠の記録と罰禁1回2日の記録がある。

- 63日病欠について

「九、はだし詣り
或日の夕方、東京から電報が着くと父と母とは真青になって驚いたが翌日の夕方から父は毎夕うら寒い晩秋の土を踏んで洗足で何処へか出掛けた。私はその理由が分らず、屡々母にたづねたが、一向教えてはくれなかった。後で聞けば士官学校入校中の兄が急性肺炎で衛戍病院に入院中の所到底快復の見込みがないとの通知があったので、父が七日間、兄の氏神である神様に願掛けに出たのであった。兄の氏神というのは金沢の東北端浅野川の小橋付近に在る俗に「タイの天神」という社神である。此の神社は長い石段のある神社で、其の神社の下の畳屋のおかみさんは兄の乳母であったという事で、私も一、二度天神様のお祭りの日に乳母の家へ遊びに行った事を覚えている。川岸町の家から天神迄はかなりの道程があるのみならず、幾つもの坂を登り下りせねばならぬ。晩秋の北国を寒そうに、しおしおと杖を引きずりながら首うなだれて行く父の姿を想像すると今も涙が出る。兄は実に一家の柱石である。兄がなければ、私の家は水越のおっさんと同一の運命でなければならぬ事は分かりきった事である。この時の両親の腹の中は、今から考えると涙なきを得ない。母の死の早かった事も、父が兄の成功後数年ならずして死んだのも、これらの苦労の結果と思うより外はない。私の家は代々長生きの血統である。母が四十代、父が五十代で死んだのは先祖よりの異例である。」。
- 罰禁1回2日について

士官学校同期の福田雅太郎の伝記「福田大将伝」には
「・・・入学の翌年18年の夏、自ら首謀者になって同盟休学を扇動し、同時に教官を排斥してその命に応ぜず、即ち校則を妄り軍紀を乱す者たるの故を以って、校長小澤武雄中将の怒りに触れ、遂に退校処分に附されることとなった。・・・（この後、猪狩生徒隊小隊長のとりなしで退校処分は取り消されるのだが、禁2回10日に処せられる。）」この年の成績表に罰を記されている生徒数は90名である。この頃、一般の中学校では同盟休学等の騒動が頻発したと記録にあるが、士官学校でも同様の事件があったことになる。

### 小説のモデル
- 小説「寄生木」の主人公

- 岩倉久米雄は砲兵将校であったが、士官学校や砲兵工科学校教官などを勤めたことがあった。数学を得意としたようである。砲兵大尉の明治29年10月から翌30年10月まで、台湾総督府軍務局陸軍部課員として、乃木希典が総督を務めていた台湾に赴任をした。
- 久米雄の弟岩倉正雄は当時陸軍幼年学校在学中であったが、後年私刊した「思い出の記」の中の「寄生木の主人公」の章に次のように記述している。
- 明治31年9月私達は3年生になった。幼年学校の最上級生だからにらまれることも圧迫を受けることも無いので実に威張ったものであった。私が3年生になったとき同中隊に新入してきた1年生に小笠原善平という生徒があった。此の生徒のことについて台湾総督府の砲兵部員になって台湾に行っていた長兄から書面が来て「今度幼年学校の新入生の中に小笠原善平という生徒がいる筈だから面倒を見てやってくれ。其の生徒は、乃木総督閣下の書生であって自分が閣下から頼まれて数学を教えてやった者だ」というのである。それで私は小笠原が幸い同中隊に入って来たので色々世話をし、面倒を見てやった。

- この小笠原善平とは、明治14年生まれ、16歳で郷里岩手県を出奔し、乃木将軍の厚い庇護を受け、仙台・台湾・東京・北海道、日露戦役に出征するなど流転の末、明治41年28歳で死んだ。その自伝は、徳富蘆花により小説「寄生木」の主人公篠原良平として広く知られる[11]。

## 家族・親族
- 先妻 - 岩倉セン：明治24年、静岡県士族で名古屋第3師団で1等軍史をしていた川住義謙家から嫁いできた。明治44年死去。岡田啓介の妻英(ふさ)の妹、夏目漱石の妻鏡子とは従姉妹の関係。
- 後妻 - 岩倉れん：富山県高岡の旧家出身で第2代富山県議会議長を務めた南兵吉と世界的化学者高峰譲吉の妹節子の次女。規夫、満壽子の2子を産む。日本女子大学2期生
- 長男 - 岩倉規夫：内務官僚、元総理府総務副長官、国立公文書館長、10歳の時に父を失う。妻は町村敬貴の長女・婦美子。
- 長女 - 富永満壽子：元東亜国内航空社長、日本航空専務の富永五郎に嫁す[12]。

- 姉 - 中村富：石川県士族中村俊次郎に嫁す
- 次弟 - 阿部外亀雄：福山藩主阿部家の分家に養子縁組、東京高等工業学校機械科卒業後国鉄に勤務。
- 末弟 - 岩倉正雄：陸軍士官学校、陸軍大学校卒業、陸軍少将、著書「思い出の記」
- 妹 - 薮内他美：石川県農業薮内家に嫁す[13]。